# Wilhelm List
Siegmund Wilhelm Walther Von List (n. 14 mai 1880 - d. 17 august 1971) a fost un mareșal german (din 1940), participant la Primul și Al Doilea Război Mondial.

## Biografie
Se nǎscut la Oberkirchberg, în apropiere de Ulm, landul Württemberg în 1880. În iulie 1898 și-a început serviciul militar, în primul batalion Bavarez. În martie 1900, este ridicat în rang de locotenent. În 1911 a absolvit Academia Militară Bavarezǎ. Înainte de Primul Război Mondial a servit în Staful General al Bavariei (din martie 1913 gradul de căpitan).

### Al Doilea Război Mondial
În 1939 a participat la invadarea Poloniei conducând Armata a 14-a. A fost distins cu Crucea de Fier (de douǎ ori) și Crucea de Cavaler. În 1940 participǎ la Bătălia pentru Franța, conducând Armata a 12-a, pentru care a fost acordat în rang de mareșal. În iulie-octombrie 1941 este comandant al forțelor germane din Balcani. În octombrie 1941 - iulie 1942 a fost în concediu medical. În vara lui 1942 a condus ofensiva de succes a Armatei Germane în Caucazul de Nord, pe 21 august pe Muntele Elbrus a fost ridicat steagul Germaniei. Cu toate acestea la 10 septembrie 1942 Hitler l-a exclus din lista de mareșali a grupului de armate (pentru cǎ nu a îndeplinit sarcina de a obține acces la Marea Caspică), și a fost trimis în Comandamentul Suprem de rezervă a armatei.
List a avut unele contacte cu aripa militantă de conspiratori care au organizat mai târziu atentatul împotriva lui Hitler. Cu toate acestea a refuzat să participe la conspirație.

## Decorații
- Ordinul Militar „Mihai Viteazul”, cl. III-a (24 iunie 1942)[7]
- Ordinul Militar „Mihai Viteazul”, cl. II-a (24 iunie 1942)[7]